# Liste der Biografien/Day
Liste der Biografien |
Portal Biografien |
Personensuche
# |
A |
B |
C |
D |
E |
F |
G |
H |
I |
J |
K |
L |
M |
N |
O |
P |
Q |
R |
S |
T |
U |
V |
W |
X |
Y |
Z |
?
 
Da |
Db |
Dc |
Dd |
De |
Dg |
Dh |
Di |
Dj |
Dk |
Dl |
Dm |
Dn |
Do |
Dq |
Dr |
Ds |
Du |
Dv |
Dw |
Dy |
Dz
 
Daa |
Dab |
Dac |
Dad |
Dae |
Daf |
Dag |
Dah |
Dai |
Daj |
Dak |
Dal |
Dam |
Dan |
Dao |
Dap |
Daq |
Dar |
Das |
Dat |
Dau |
Dav |
Daw |
Dax |
Day |
Daz
Die Liste der Biografien führt alle Personen auf, die in der deutschsprachigen Wikipedia einen Artikel haben. Dieses ist eine Teilliste mit 151 Einträgen von Personen, deren Namen mit den Buchstaben „Day“ beginnt.

## Day
- Day, Albert (1797–1876), US-amerikanischer Politiker
- Day, Alex (* 1989), britischer Musiker und Blogger
- Day, Alon (* 1991), israelischer Automobilrennfahrer
- Day, Andra (* 1984), US-amerikanische Sängerin
- Day, Arthur Louis (1869–1960), US-amerikanischer Geologe
- Day, Aubrey, US-amerikanischer Pokerspieler
- Day, Ben (* 1978), australischer Radrennfahrer
- Day, Bernard (1884–1934), britischer Automobilmechaniker und Polarforscher
- Day, Bob (1944–2012), US-amerikanischer Langstreckenläufer
- Day, Bobby (1928–1990), US-amerikanischer Sänger und Songwriter
- Day, Catherine, irische EU-Beamtin, Generalsekretärin der Europäischen Kommission
- Day, Charles (1914–1962), US-amerikanischer Ruderer
- Day, Charlie (* 1976), US-amerikanischer Schauspieler, Drehbuchautor und ProduzentCharlie Day (* 1976)

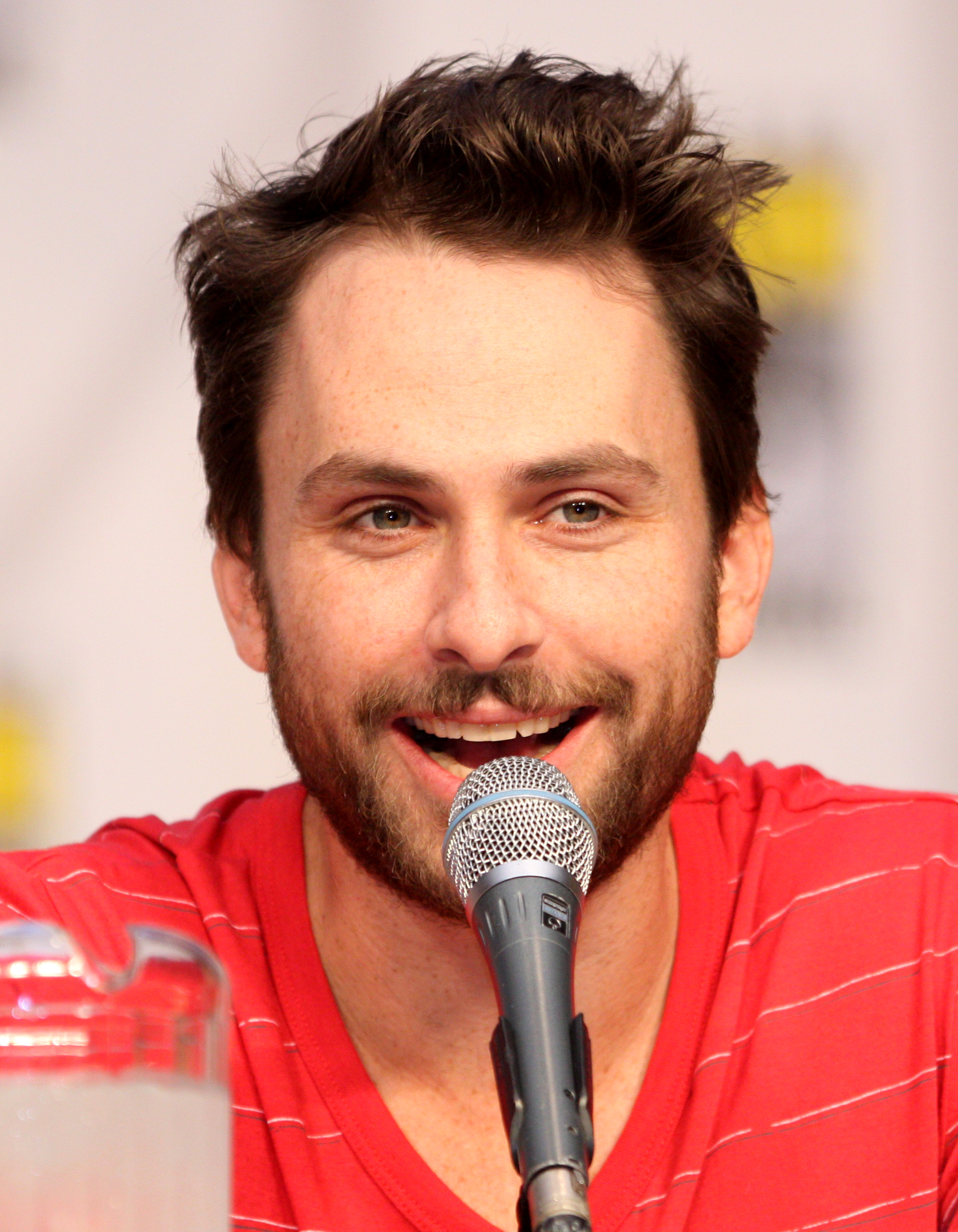
Charlie Day (* 1976)

- Day, Christine (* 1986), jamaikanische Sprinterin
- Day, Clarence (1874–1935), US-amerikanischer Schriftsteller und Karikaturist
- Day, Corinne (1962–2010), britische Modefotografin, Dokumentarfotografin und Model
- Day, Danny (* 1972), australischer Bahnradsportler
- Day, Dave (1941–2008), US-amerikanischer Musiker
- Day, David (* 1947), kanadischer Autor
- Day, David Talbot (1859–1925), US-amerikanischer Chemiker und Geologe
- Day, Dillon (* 1970), US-amerikanischer Pornofilmdarsteller
- Day, Donald (1895–1966), US-amerikanischer Journalist, Autor und NS-Propagandist
- Day, Doris (1922–2019), US-amerikanische Filmschauspielerin und SängerinDoris Day (1922–2019)

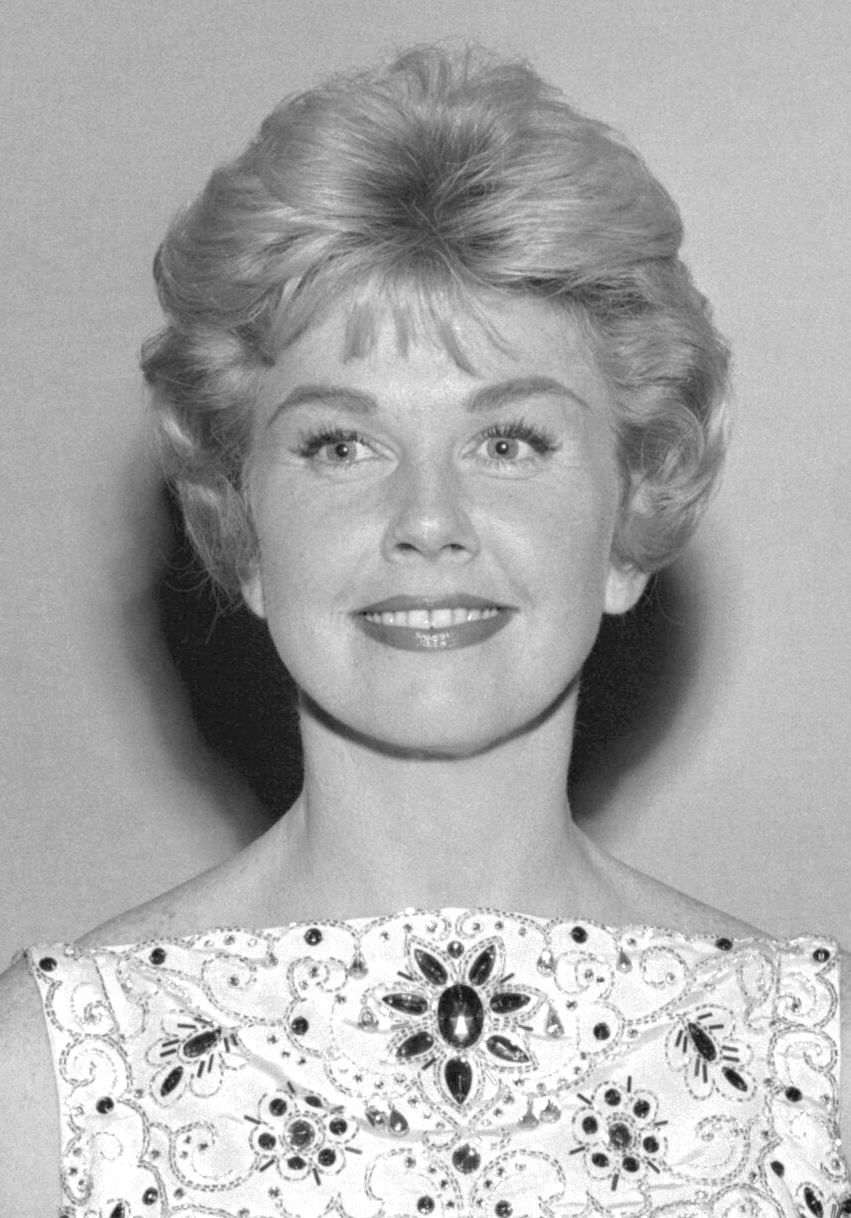
Doris Day (1922–2019)

- Day, Dorothy (1897–1980), US-amerikanische Sozialaktivistin
- Day, Dwayne, US-amerikanischer Luft- und Raumfahrtjournalist
- Day, Edward (* 1949), kanadischer Skilangläufer
- Day, Emily (* 1987), US-amerikanische Beachvolleyballspielerin
- Day, Ernest (1927–2006), englischer Kameramann
- Day, Felicia (* 1979), US-amerikanische Schauspielerin
- Day, Francis, Gründer von Madras
- Day, Francis (1829–1889), britischer Ichthyologe
- Day, Frank A. (1855–1928), US-amerikanischer Politiker
- Day, Fred Holland (1864–1933), amerikanischer Fotograf und Verleger
- Day, Gordon (* 1936), südafrikanischer Sprinter
- Day, Greg (* 1977), kanadischer Eishockeyspieler
- Day, Hap (1901–1990), kanadischer Eishockeyspieler
- Day, Harry S. (1871–1956), US-amerikanischer Politiker
- Day, Howie (* 1981), US-amerikanischer Sänger und Songschreiber
- Day, Ingeborg (1940–2011), österreichisch-US-amerikanische Schriftstellerin
- Day, J. Edward (1914–1996), US-amerikanischer Rechtsanwalt, Geschäftsmann und Politiker
- Day, James (* 1946), kanadischer Spring- und Vielseitigkeitsreiter
- Day, James L. (1925–1998), US-amerikanischer Generalmajor
- Day, Jason (* 1987), australischer GolferJason Day (* 1987)

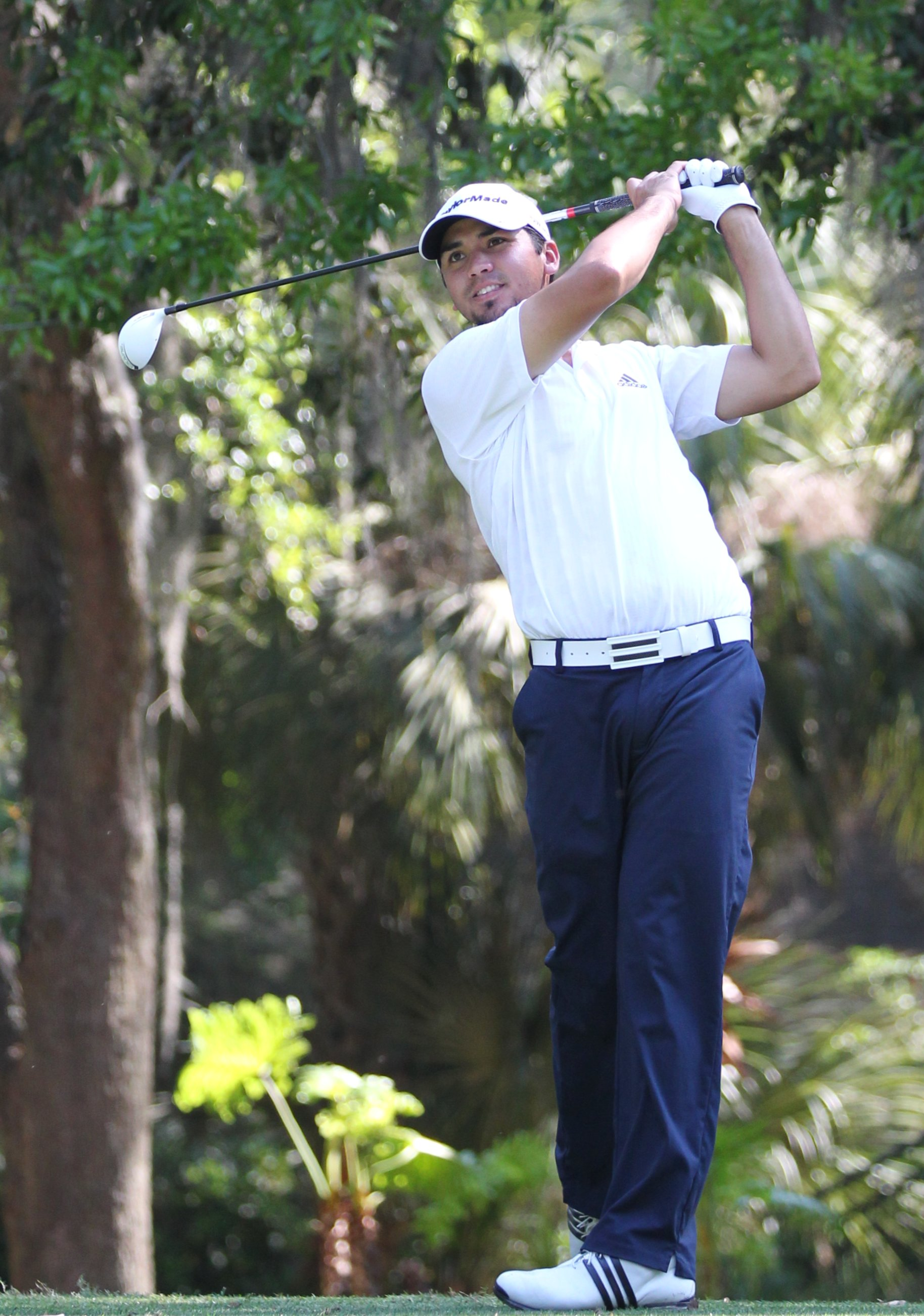
Jason Day (* 1987)

- Day, Jenny (* 1985), englische Badmintonspielerin
- Day, John († 1774), englischer Wagner und Erfinder
- Day, John (1947–2024), britischer Air Chief Marshal
- Day, Jon (* 1984), britischer Schriftsteller
- Day, Josette (1914–1978), französische Schauspielerin
- Day, Kayla (* 1999), US-amerikanische Tennisspielerin
- Day, Laraine (1920–2007), US-amerikanische Schauspielerin und FernsehmoderatorinLaraine Day (1920–2007)

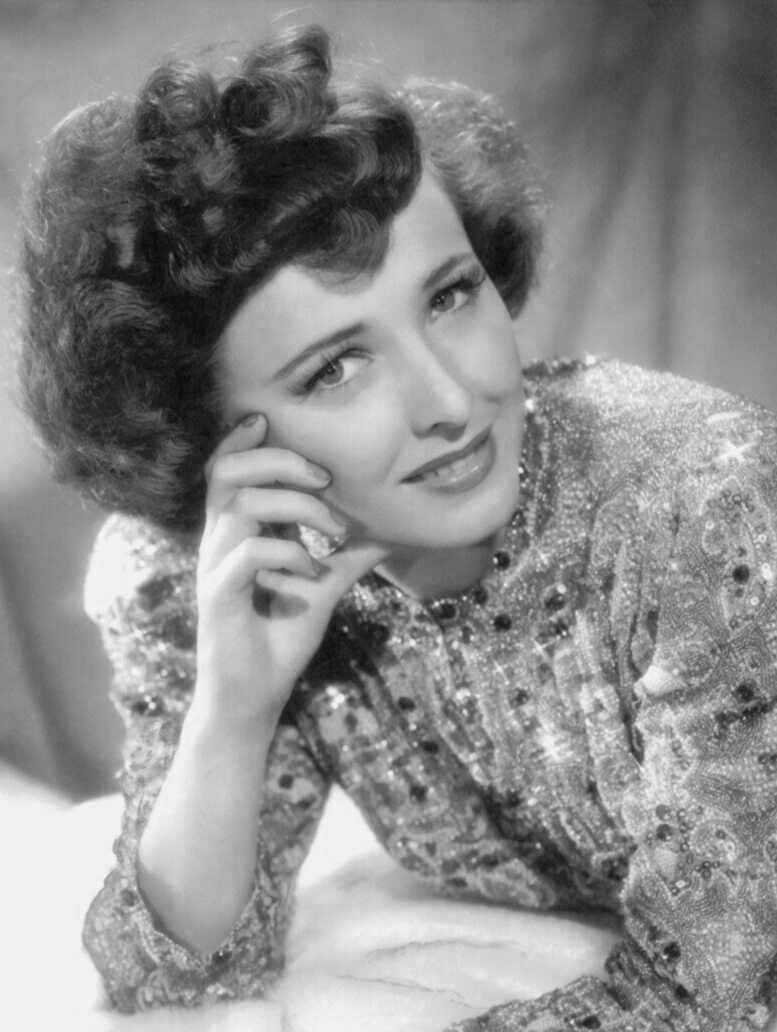
Laraine Day (1920–2007)

- Day, Lewis Foreman (1845–1910), britischer Kunstgewerbler, Industriedesigner, Schriftsteller und Kritiker
- Day, Lucienne (1917–2010), englische Textildesignerin
- Day, Marceline (1908–2000), US-amerikanische Schauspielerin
- Day, Mark (* 1961), britischer Filmeditor und BAFTA Award Gewinner
- Day, Martyn (* 1971), schottischer Politiker
- Day, Mary Louise (1968–2017), US-amerikanische Frau
- Day, Maryam Myika (* 1975), US-amerikanische Schauspielerin, Filmproduzentin und Drehbuchautorin
- Day, Matthias (1821–1904), US-amerikanischer Erfinder, Zeitungsverleger und Gründer der Stadt Daytona Beach
- Day, Mervyn (* 1955), englischer Fußballtorwart
- Day, Michael Herbert (1927–2018), britischer Anatom und Anthropologe
- Day, Mike (* 1984), US-amerikanischer BMX-Fahrer
- Day, Muriel (* 1942), irische Schlagersängerin
- Day, Murray (1931–2022), neuseeländischer Squashfunktionär
- Day, Patrick (1992–2019), US-amerikanischer Boxer
- Day, Paul (1956–2025), britischer Rocksänger
- Day, Paul (* 1958), englischer Tischtennisspieler
- Day, Peter (1938–2020), britischer Chemiker
- Day, Ralph (1889–1976), 46. Bürgermeister von Toronto
- Day, Rhys (* 1982), walisischer Fußballspieler
- Day, Richard (1896–1972), kanadischer Szenenbildner
- Day, Richard (* 1933), US-amerikanischer Wirtschaftswissenschaftler
- Day, Riley (* 2000), australische Sprinterin
- Day, Robert (1922–2017), britischer Filmregisseur und Drehbuchautor
- Day, Robin (1915–2010), englischer Designer
- Day, Rosie (* 1995), britische Schauspielerin und SynchronsprecherinRosie Day (* 1995)

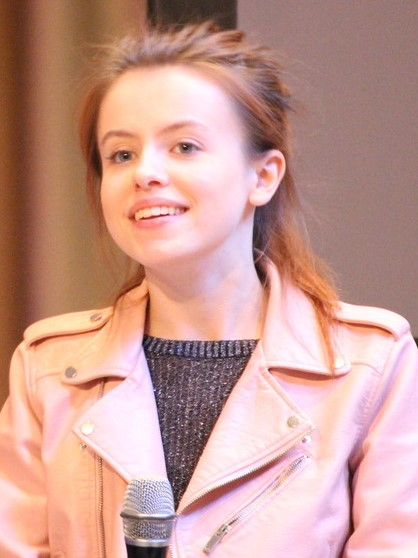
Rosie Day (* 1995)

- Day, Rowland (1779–1853), US-amerikanischer Politiker
- Day, Rusty (1945–1982), US-amerikanischer Rocksänger
- Day, Ryan (* 1980), walisischer Snookerspieler
- Day, Samuel T. († 1877), US-amerikanischer Politiker
- Day, Stephen A. (1882–1950), US-amerikanischer Politiker
- Day, Stockwell (* 1950), kanadischer Politiker
- Day, Terry (* 1940), britischer Jazz- und Improvisationsmusiker
- Day, Thomas (1748–1789), englischer Schriftsteller und politischer Essayist
- Day, Thomas (* 1971), französischer Autor von Science-Fiction und Fantasy
- Day, Timothy C. (1819–1869), US-amerikanischer Politiker der Opposition Party
- Day, Victoria (* 1972), britische Sprinterin
- Day, Wallis (* 1994), britische SchauspielerinWallis Day (* 1994)

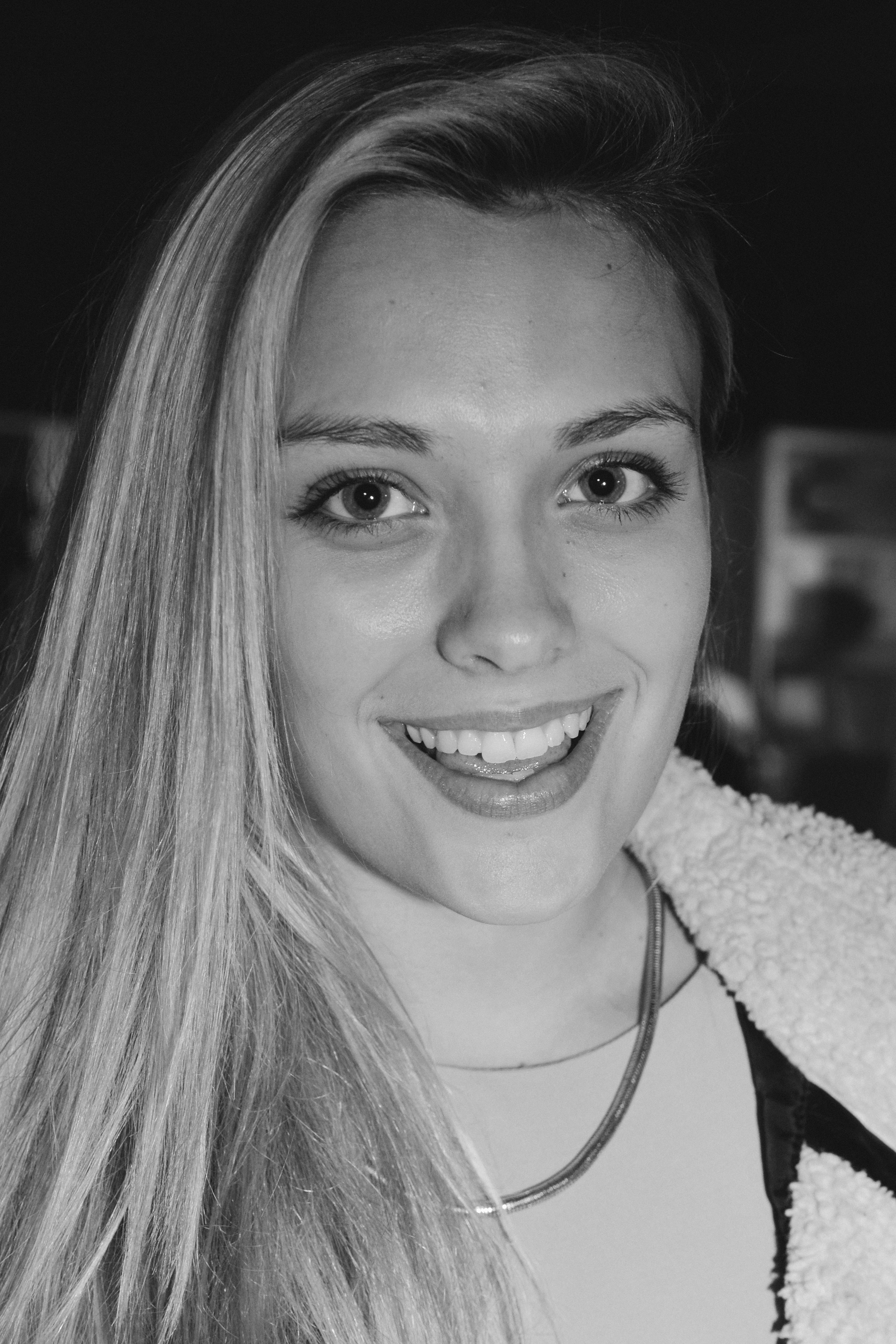
Wallis Day (* 1994)

- Day, Walter (* 1949), US-amerikanischer Unternehmer, Pionier des E-Sport
- Day, William R. (1849–1923), US-amerikanischer Diplomat, Jurist und Politiker
- Day, Zella (* 1995), US-amerikanische Sängerin und Liedtexterin
- Day-Helveg, Anne (1898–1975), österreichische Tänzerin, Tanzlehrerin und Romanschriftstellerin
- Day-Lewis, Cecil (1904–1972), irisch-britischer Schriftsteller und Dichter sowie Hochschullehrer
- Day-Lewis, Daniel (* 1957), britisch-irischer Theater- und FilmschauspielerDaniel Day-Lewis (* 1957)

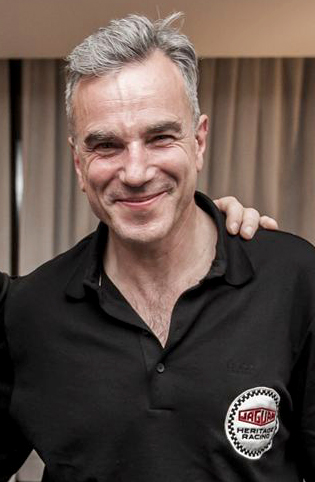
Daniel Day-Lewis (* 1957)

- DaY-már (* 1984), niederländische Hardcore-Techno-DJ

### Daya
- Daya (* 1998), US-amerikanische Sängerin
- Dayak, Mano († 1995), nigrischer politischer Aktivist, Unternehmer und Schriftsteller
- Dayakli, Isa (* 2002), österreichischer Fußballspieler
- Dayal, Deen (1844–1905), Hoffotograf in Hyderabad
- Dayal, Manish (* 1983), US-amerikanischer Schauspieler
- Dayal, Rajeshwar (1909–1999), indischer Politiker und Botschafter
- Dayan Otschir Khan († 1668), Fürst der westmongolischen Khoshuud in Tibet
- Dayan, Charles (1792–1877), US-amerikanischer Jurist und Politiker
- Dayan, Dani (* 1955), israelischer Unternehmer, Politiker und Staatsbeamter
- Dayan, Denis (1942–1970), französischer Autorennfahrer
- Dayan, Devin (* 1995), deutscher Entertainer, Musiker und Reality-TV-Darsteller
- Dayan, Eli (* 1949), israelischer Politiker und Rechtsanwalt
- Dayan, Josée (* 1943), französische Filmregisseurin
- Dayan, Neeley (* 2001), US-amerikanische Schauspielerin
- Dayan, Peter (* 1965), britischer Informatiker, Neuro- und KognitionswissenschaftlerPeter Dayan (* 1965)

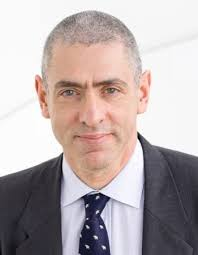
Peter Dayan (* 1965)

- Dayan, Yonatan (* 2000), israelischer Handballspieler
- Dayan-Ulivelli, Esther (1918–2002), deutsche Filmcutterin
- Dayananda (1824–1883), indischer reformistischer Gelehrter des Hinduismus
- d’Ayasassa, Joseph Karl (1713–1779), k.k. General der Kavallerie und Inhaber des Kürassier-Regiments Nr. 6
- Dayat, Serdar (* 1969), türkischer Fußballtrainer

### Dayd
- Daydé, Joël (* 1947), französischer Blues- und Soul-Sänger
- Daydé, Josette (1923–1995), französische Sängerin und Schauspielerin

### Daye
- Daye, Austin (* 1988), US-amerikanischer Basketballspieler
- Daye, Irene (1918–1971), amerikanische Jazzsängerin
- Daye, Lucky (* 1985), US-amerikanischer R&B-Musiker
- d’Ayen, Élisabeth (1898–1969), französische Tennisspielerin
- Dayen, Octave (1906–1987), französischer Radrennfahrer
- Dayet, Maurice (1889–1973), französischer Diplomat, zuletzt im Rang eines Botschafters

### Dayf
- Dayfallah, Abd al-Latif (1930–2019), jemenitischer Politiker und Militär

### Dayh
- Dayhoff, Margaret Oakley (1925–1983), US-amerikanische Biochemikerin

### Dayi
- Dayibekova, Zaynab (* 2002), usbekische Säbelfechterin
- Dayik, Fatih (* 1987), deutsch-türkischer E-Sportler
- Dayıoğlu, Gülten (* 1935), türkische Kinderbuchautorin

### Dayk
- Daykin, Tony (* 1955), taiwanischer American-Football-Spieler

### Dayl
- Dayle, Yanique (* 1998), jamaikanische Leichtathletin

### Daym
- Dayman, Gregory (* 1947), neuseeländischer Hockeyspieler
- Daymaz, Ekin Mert (* 1990), türkischer Schauspieler

### Dayn
- Dayne, Bella (* 1988), deutsche Schauspielerin, deutsche Schönheitskönigin, Miss Germany 2006Bella Dayne (* 1988)

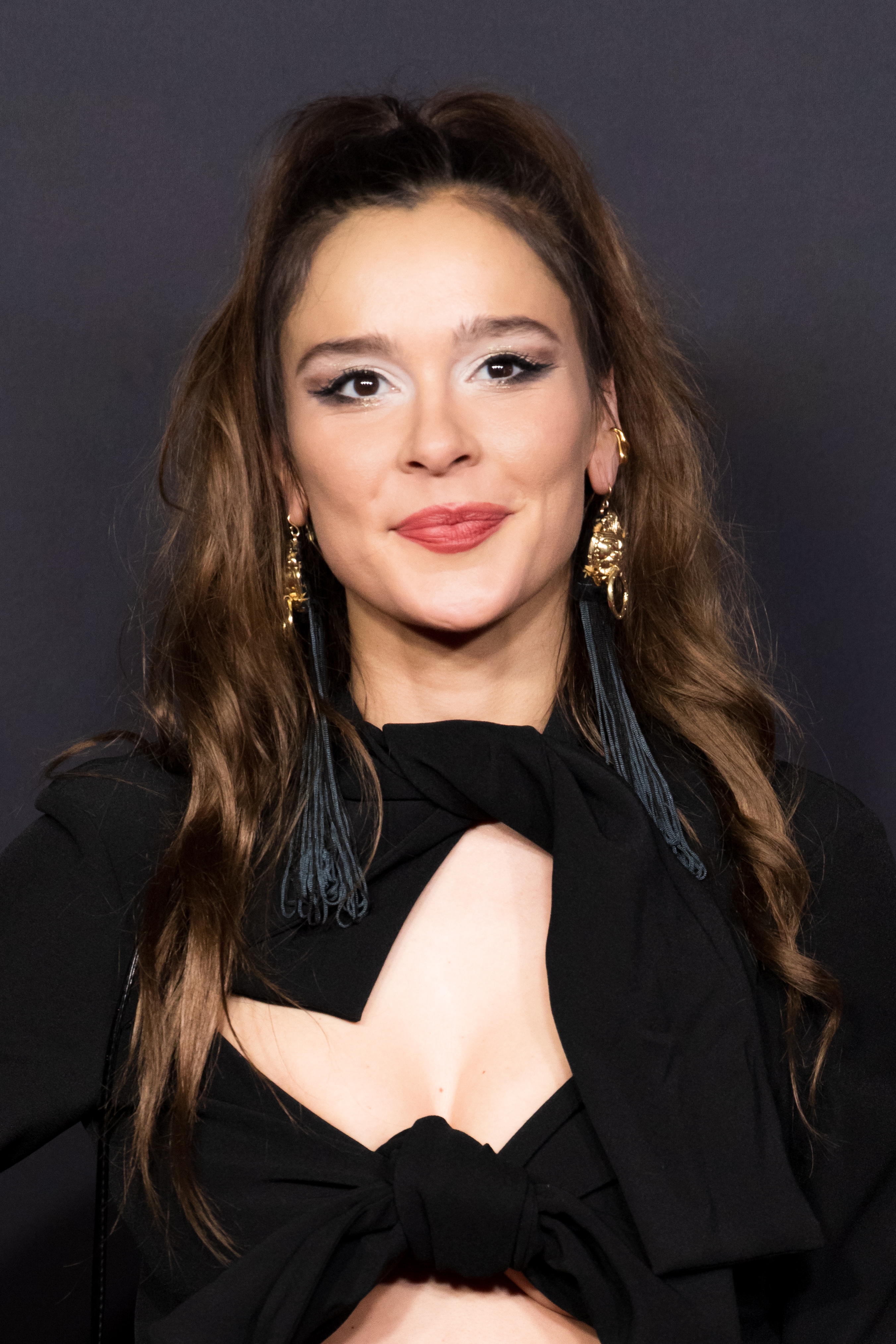
Bella Dayne (* 1988)

- Dayne, Taylor (* 1962), US-amerikanische Pop- und Dancesängerin

### Dayr
- Dayraut, Jean-Philippe (* 1970), französischer Autorennfahrer
- Dayre, Jean (1892–1952), französischer Romanist, Italianist, Kroatist und Lexikograf
- Dayre, Valérie (* 1958), französische Schriftstellerin
- Dayrit, Celso (1951–2021), philippinischer Fechter

### Days
- Days, Dave (* 1991), US-amerikanischer Musiker, Künstler, Songwriter und Entertainer
- Days, Drew S. (1941–2020), US-amerikanischer Jurist, Hochschullehrer und United States Solicitor General
- Daysmith, Alison (* 1945), kanadische Badmintonspielerin

### Dayt
- Dayton, Alston G. (1857–1920), US-amerikanischer Jurist und Politiker
- Dayton, Elias (1737–1807), US-amerikanischer General
- Dayton, George (1857–1938), US-amerikanischer Unternehmer
- Dayton, Howard (1927–2009), US-amerikanischer Schauspieler
- Dayton, Jonathan (1760–1824), US-amerikanischer Politiker
- Dayton, Jonathan (* 1957), US-amerikanischer Regisseur
- Dayton, Margaret, US-amerikanische Politikerin (Republikanische Partei)
- Dayton, Mark (* 1947), US-amerikanischer PolitikerMark Dayton (* 1947)

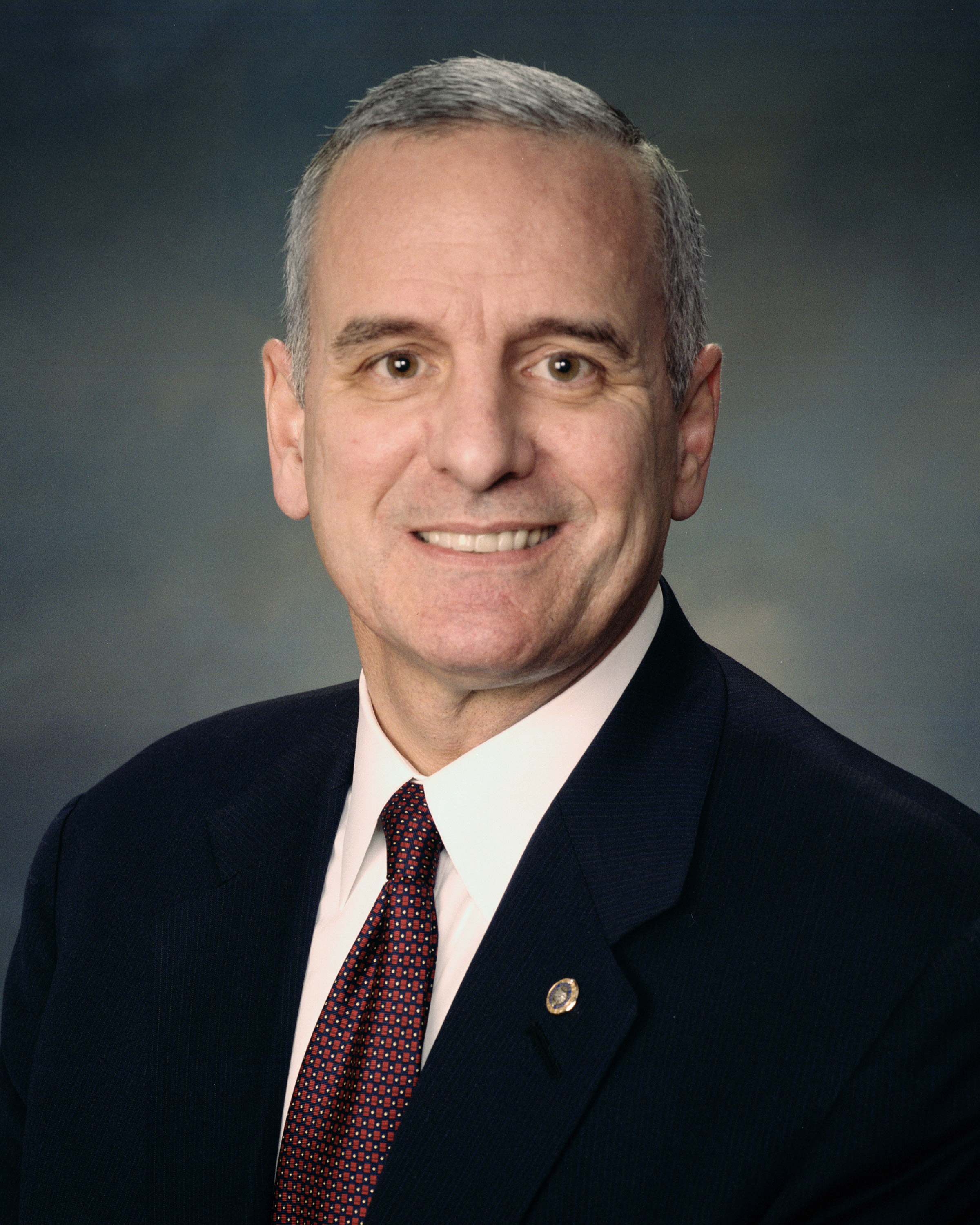
Mark Dayton (* 1947)

- Dayton, Richard, US-amerikanischer Filmrestaurator
- Dayton, William L. (1807–1864), US-amerikanischer Politiker

### Dayw
- Daywalt, Jimmy (1924–1966), US-amerikanischer Rennfahrer